# Provinz José María Linares
José María Linares ist eine Provinz im östlichen Teil des Departamento Potosí im südamerikanischen Anden-Staat Bolivien. Benannt wurde sie nach dem ehemaligen bolivianischen Präsidenten José María Linares, der auf dem Gebiet der Provinz geboren wurde.

## Lage
Die Provinz José María Linares ist eine von sechzehn Provinzen im Departamento Potosí. Sie liegt zwischen 19° 30' und 20° 16' südlicher Breite und zwischen 64° 43' und 65° 53' westlicher Länge. Sie grenzt im Norden an die Provinz Cornelio Saavedra, im Nordwesten an die Provinz Tomás Frías, im Westen an die Provinz Antonio Quijarro, im Süden an die Provinz Nor Chichas, und im Osten an das Departamento Chuquisaca. Die Provinz erstreckt sich über etwa 120 Kilometer in Ost-West-Richtung und 85 Kilometer in Nord-Süd-Richtung.

## Bevölkerung
Die Einwohnerzahl der Provinz José María Linares ist in den vergangenen drei Jahrzehnten um ein Fünftel zurückgegangen:
| Jahr | Einwohner | Quelle       |
| ---- | --------- | ------------ |
| 1992 | 52 535    | Volkszählung |
| 2001 | 51 412    | Volkszählung |
| 2012 | 49 619    | Volkszählung |
| 2024 | 43 542    | Volkszählung |

Wichtigstes Idiom der Provinz mit 80 Prozent ist Quechua, 44 Prozent der Bevölkerung sprechen Spanisch. Hauptstadt der Provinz ist Puna.
90 Prozent der Bevölkerung haben keinen Zugang zu Elektrizität, 89 Prozent leben ohne sanitäre Einrichtungen. 69 Prozent der Bevölkerung arbeiten in der Landwirtschaft, 0,5 Prozent im Bergbau, 11 Prozent in der Industrie, 20 Prozent im Bereich Dienstleistungen. 88 Prozent der Bevölkerung sind katholisch, 10 Prozent evangelisch.

## Gliederung
Die Provinz untergliederte sich gemäß der Volkszählung von 2024 in die folgenden drei Verwaltungsbezirke (bolivianisch: „Municipios“):
- 05-1101 Municipio Puna – 16.350 Einwohner
- 05-1102 Municipio Caiza „D“ – 12.891 Einwohner
- 05-1103 Municipio Ckochas – 14.301 Einwohner

## Ortschaften in der Provinz José María Linares
- Municipio Puna
  - Puna 1525 Einw. – Kepallo 943 Einw. – Pacasi 675 Einw. – Cala Cala 652 Einw. – Otavi 518 Einw. – Sepulturas 412 Einw. – Charojsi 302 Einw. – Laguna Pampa 275 Einw. – Suquicha 270 Einw. – Chacabuco 237 Einw. – Villa Nueva 234 Einw. – Vilamani 196 Einw. – Vilacaya 194 Einw. – Belén 187 Einw. – Huatina 175 Einw. – Miculpaya 129 Einw. – Pampa Tambo 80 Einw. – Ticala 63 Einw.

- Municipio Caiza „D“
  - Tres Cruces 2648 Einw. – Caiza „D“ 1324 Einw. – La Lava 592 Einw. – Cuchu Ingenio 410 Einw. – Pancochi 364 Einw. – Tuctapari 332 Einw. – Kestuchi 107 Einw. – Chajnacaya 97 Einw.

- Municipio Ckochas
  - Oronckota 656 Einw. – San Jacinto 519 Einw. – Keluyo 500 Einw. – Melena Alta 432 Einw. – Seocochi 400 Einw. – Media Luna 385 Einw. – Legua Pampa 311 Einw. – Ckochas 306 Einw. – Salva Alta 290 Einw. – Huara Huara 276 Einw. – Marcavi Grande 270 Einw. – Rodeo Pampa 259 Einw. – Checchi 255 Einw. – Huayllajara 226 Einw. – Molles 224 Einw. – Terma 208 Einw. – Cebadillas 208 Einw. – Añaguayo 180 Einw. – Calapaya 160 Einw. – Turuchipa 136 Einw. – Mojón Ckasa 128 Einw. – Tambillos 84 Einw. – Marcavi 75 Einw. – Esquiri 66 Einw. – Duraznos 48 Einw.